# Lomatium cookii
Lomatium cookii är en flockblommig växtart som beskrevs av Kagan. Lomatium cookii ingår i släktet Lomatium och familjen flockblommiga växter. Inga underarter finns listade i Catalogue of Life.

## Bildgalleri

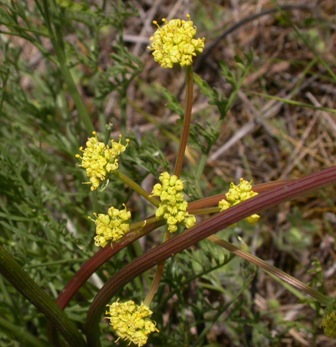